# Lindsey Butterworth
Lindsey Butterworth, född 27 september 1992, är en friidrottare från Kanada. Hon deltog vid olympiska sommarspelen 2020.